# Abraham Gemperlin

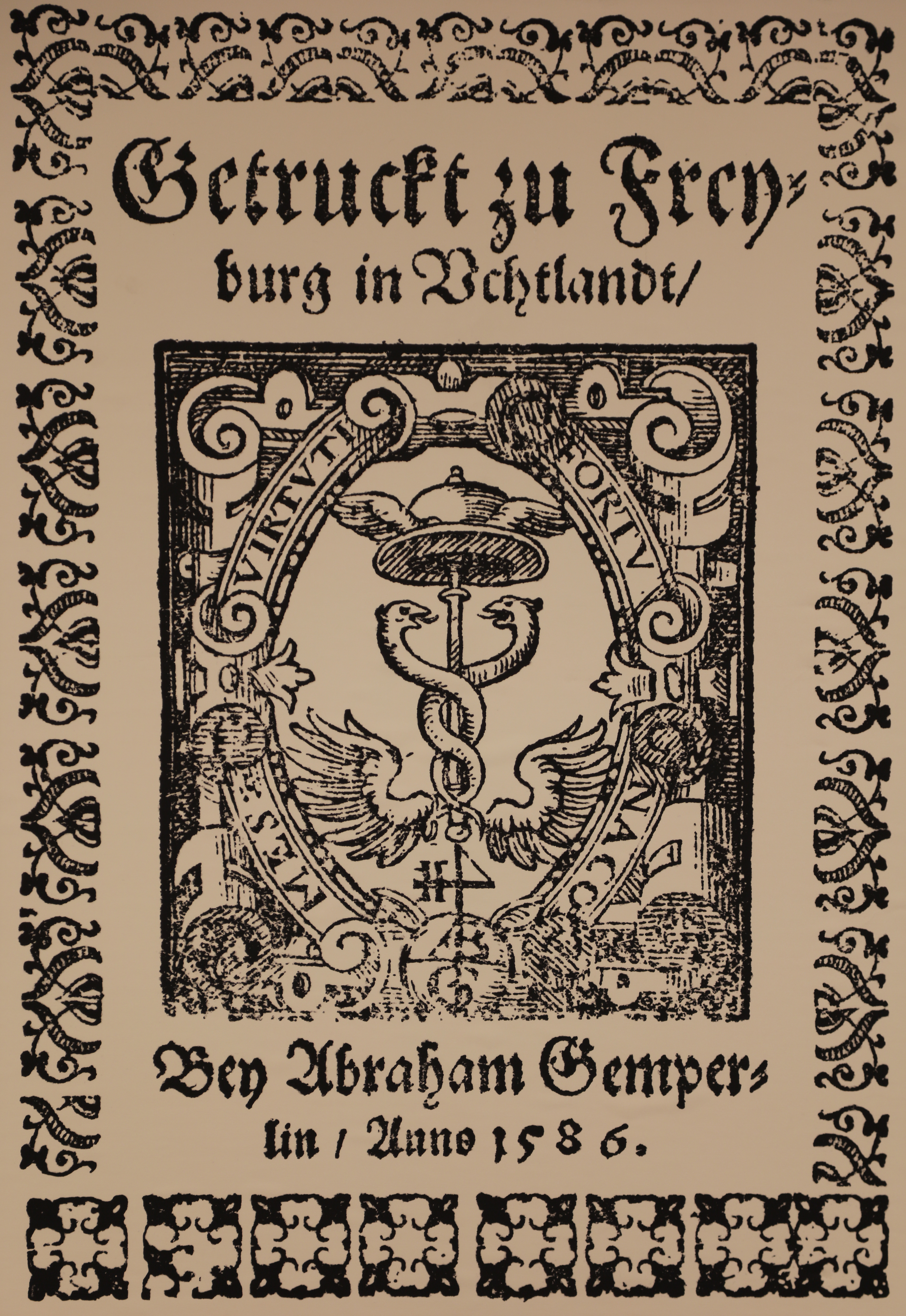
Druckermarke von Abraham Gemperlin

Abraham Gemperlin, auch Abrahamus Gempperlin (* um 1550 in Rottenburg am Neckar; † vor 1639) war ein aus Württemberg zugewanderter Schweizer Buchdrucker.

## Leben

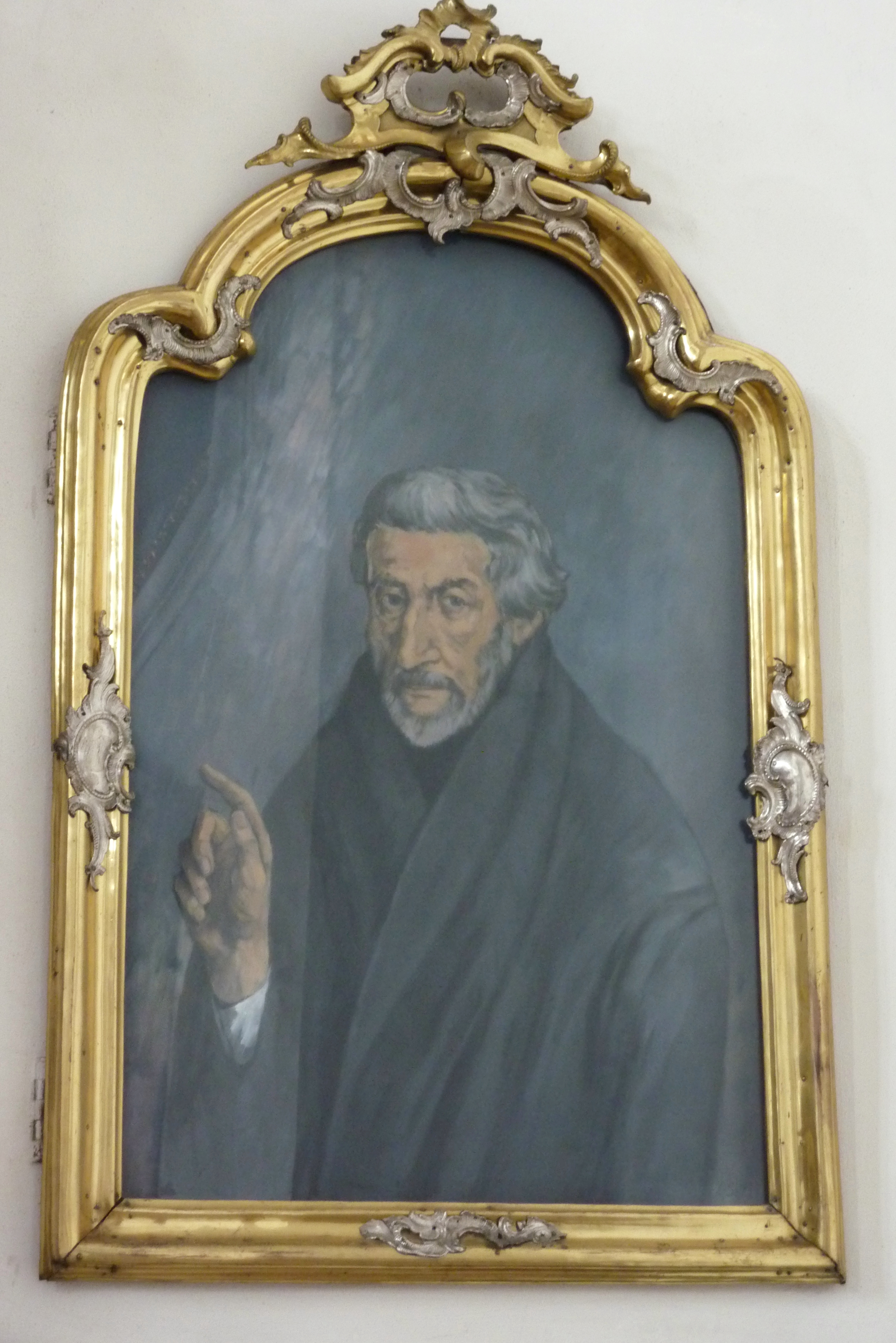
Petrus Canisius empfahl die Ansiedlung einer Druckerei in Freiburg

Gemperlin war ab 1583 in Freiburg im Breisgau als Buchhändler tätig. Er ging Verbindungen mit dem Basler Drucker Ambrosius Froben ein. Unter seinem eigenen Namen erschienen drei Drucke.
Am 6. August 1584 ersuchte Abraham Gemperlin den Rat des schweizerischen Freiburgs im Üechtland, sich dort als Drucker niederzulassen. Bereits tags darauf war der Vertrag unterzeichnet. Gemperlin erhielt das Bürgerrecht, freie Wohnung und Unterstützung für die technische Einrichtung der ersten Druckerei der Stadt. Dafür musste er sich verpflichten, nur zu drucken, was von der Zensurbehörde bewilligt worden war.
Die Freiburger Regierung schrieb in einem Brief an Papst Sixtus V. am 14. Oktober 1585: «Auf Zureden des hochwürdigen Pater Petrus Canisius, der diese unsere Stadt durch seinen Aufenthalt in ihr herrlich ziert, haben wir um ansehnliche Kosten eine Druckerpresse erstanden und die Dienste eines Druckers gemietet».
Aufgrund einer unerlaubten Publikation wurde Gemperlin 1588 aus Freiburg verbannt. Nach Fürsprache der katholischen Kirche wurde er begnadigt und durfte kurz darauf zurückkehren. 1597 wurde er gefangen genommen, weil er zur Deckung von Schulden an Freiburg verpfändetes Material versetzt hatte.
Wilhelm Mäß, der bereits 1595 vom Rat als Drucker installiert worden war, übernahm 1597 sämtliche Anteile des Unternehmens von Gemperlin. Dieser war danach tätig als Wollwarenhändler und Wirt. 1610 wurde ein Konkursverfahren angesetzt und 1611 wurde der inzwischen Verarmte ins Bürgerspital aufgenommen. 1616 findet sich die letzte Erwähnung Abraham Gemperlins in den Akten. Das Todesjahr ist nicht bekannt, wird in der Literatur vor 1639 angenommen.

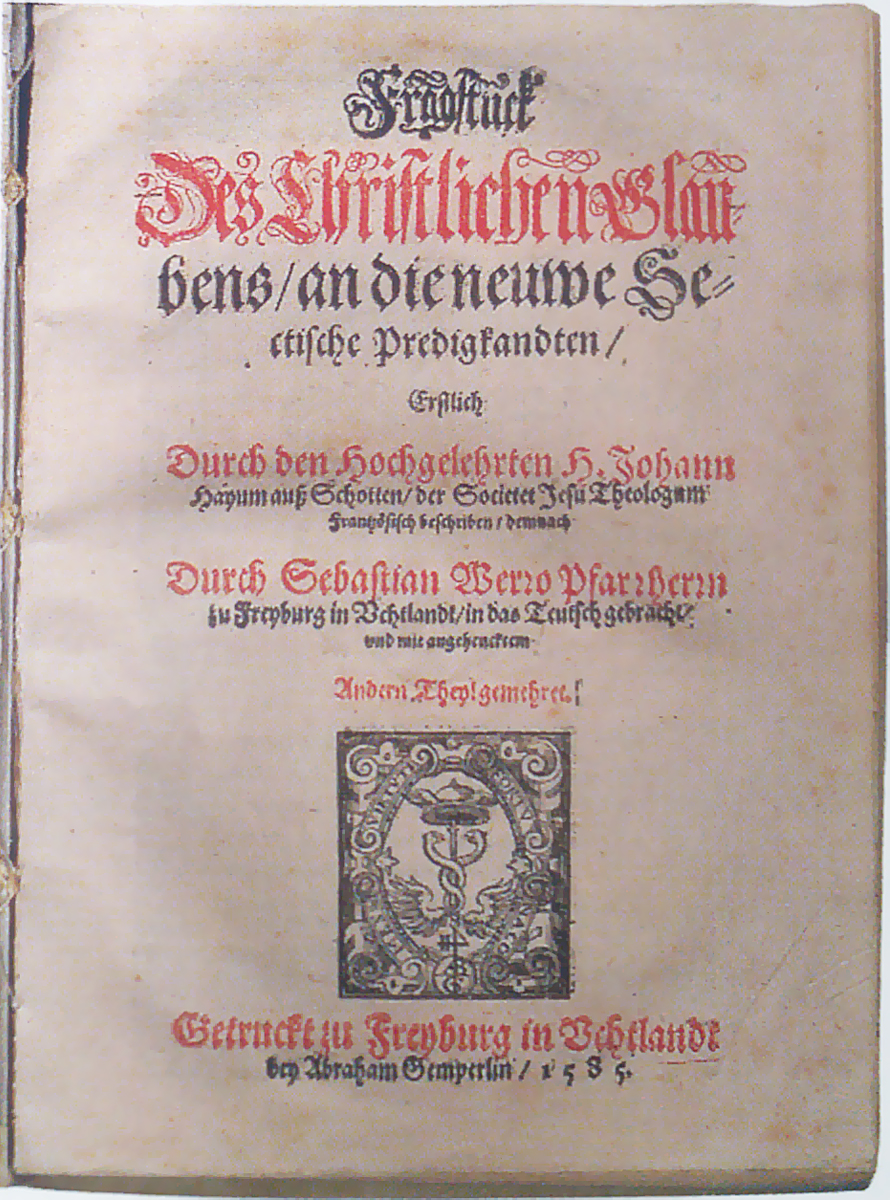
Fragstuck des Christlichen Glaubens 1585

Im Jahrzehnt von 1585 bis 1595 hat Gemperlin gemäss bisherigem Wissensstand 52 Drucke herausgebracht. Er wurde unterstützt von einem Schriftsetzer und Gehilfen. Der Betrieb verfügte über zwei Druckpressen und eine Korrigierpresse. Die Schrifttypen konnten im eigenen Haus gegossen werden. Das Schriftmaterial bestand aus sechs Grössen Antiqua, je fünf Grössen Kursiv und Fraktur und einer kleinen Griechisch. Gedruckt wurden vor allem religiöse Titel aber auch Werke der Dichtung und Dramen in Auflagen von teilweise 2000 Exemplaren.
Das erste Buch, das Gemperlin in Freiburg druckte, war 1585 das Fragstück des christlichen Glaubens an die neuwe sectische Predigkandten. Das polemische Werk führte zu einer lebhafte Auseinandersetzung in der reformierten Schweiz. Der Freiburger Rat selbst setzte der Polemik 1587 ein Ende, indem er – vermutlich auf Anraten des Petrus Canisius – eine weitere polemische Publikation mit der Begründung «zur verhüttung meerer vnruwen und verbitterung» nicht drucken liess.

## Drucke (Auswahl)
- Fragstück des christlichen Glaubens, an die neuwe sectische Predigkandten; durch den hochgelehrten H. Johann Hayum auss Schotten, der Societet Jesu Theologum frantzoesisch beschriben ; und folgends durch Sebastian Werro Pfarrherren zu Freyburg in der Eydgnoschafft, in das Teutsch gebracht, auch mit dem anderen Theyl vermehret, und alles auff ein Neuwes gebessert. Getruckt zu Freyburg in der Eydgnoschafft : bey Abraham Gemperlin, 1586. doi:10.3931/e-rara-48588
- Renward Cysat: Warhafftiger Bericht von den newerfundnen Japponischen Inseln und Königreichen, auch von andren zuvor unbekandten Indianischen Landen... : neben dem allen erfindet sich in diser Edition gründliche anzeygung von der Japponischen Legation neuwlich gehn Rom ankommen... 1586. Getruckt zu Freyburg in der Eydgenoschafft : bey Abraham Gemperlin. Link zu Digitalisat
- Auff des Schandmauls D. Lucas Osianders Hoffpredigers zu Stüdgard, letstes unsinniges Eselsgeschrey : darinnen ehr den ehrwürdigen Edlen hochgelehrten Herrn Iohannem Pistorium Nidanum ... und dann Fratrem Georgium Eckern franciscani ordinis sacerdotem ferners gern ohnverschambter närrischer weiss Iniurien und sich abermals mit bachantischer retorsione retorsionis nulliter salvieren wöllen, &c. ; letste und bestendige Conclusion und Beweissung das er Lucas Osiander ein verlogener leichtfertiger Mann sey und bleibe / F. Georgius Ecker, Barfüsser Ordens, Prediger zu Freyburg im Breissgöw. Gedruckt zu Freyburg in Uchtlandt bey Abraham Gemperlin, 1591. doi:10.3931/e-rara-10318
- Publikationen von Abraham Gemperlin in Schweizer Bibliotheken